# Coccobius flaviceps
Coccobius flaviceps är en stekelart som först beskrevs av Girault och Alan Parkhurst Dodd 1915.  Coccobius flaviceps ingår i släktet Coccobius och familjen växtlussteklar. Inga underarter finns listade i Catalogue of Life.